# Doumien
Doumien est une commune rurale située dans le département de Béréba de la province de Tuy dans la région des Hauts-Bassins au Burkina Faso.

## Géographie
Doumien se trouve à 4 km au nord-est de Béréba.

## Économie
L'économie de la commune est en partie liée à sa proximité avec Béréba – et aux villages avoisinants –, et à la ligne d'Abidjan à Ouagadougou avec le trafic généré par la gare de Béréba.

## Santé et éducation
Le centre de soins le plus proche de Doumien est le centre de santé et de promotion sociale (CSPS) de Béréba.